# Гейзерна

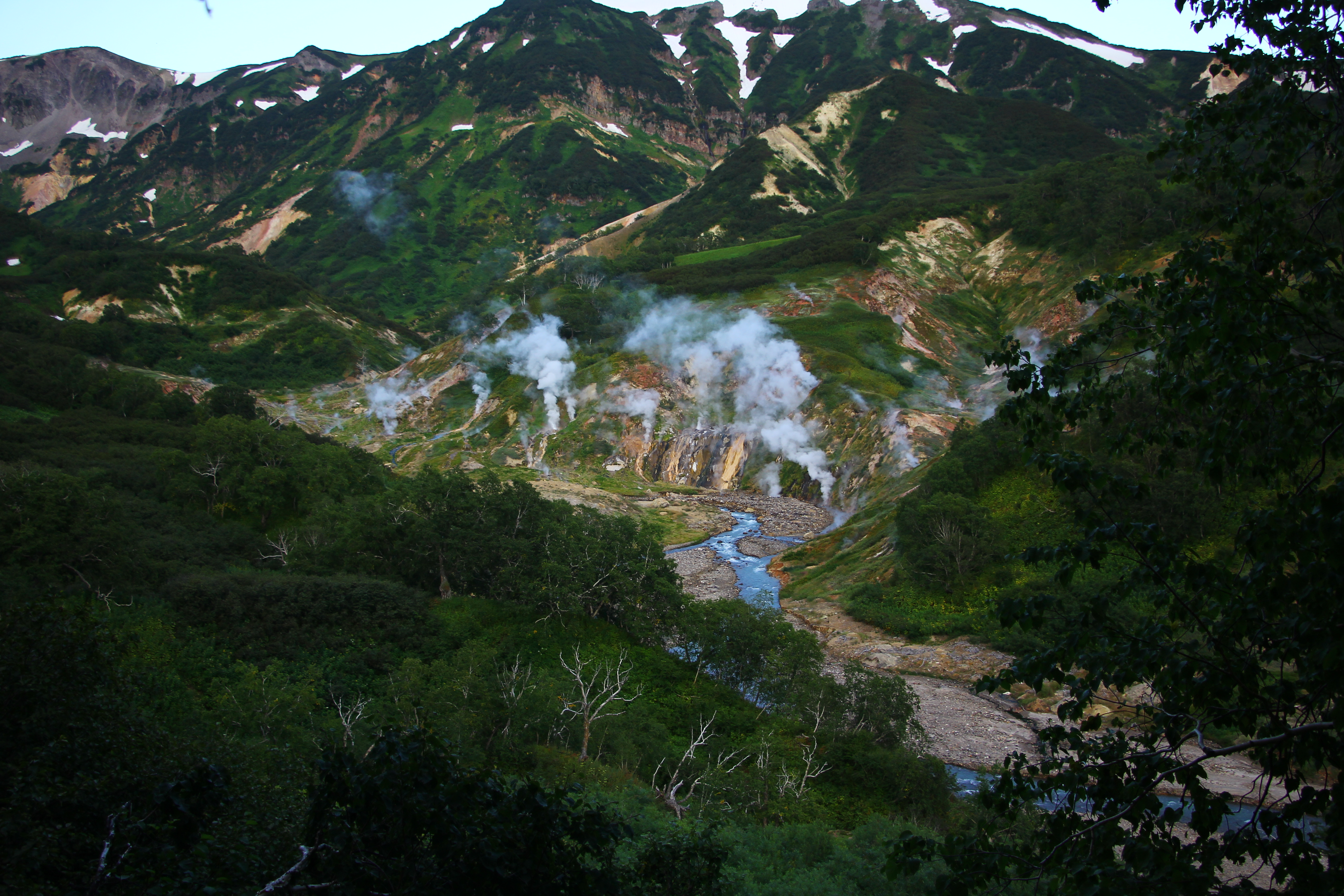
Гейзерна та група гейзерів Вітраж

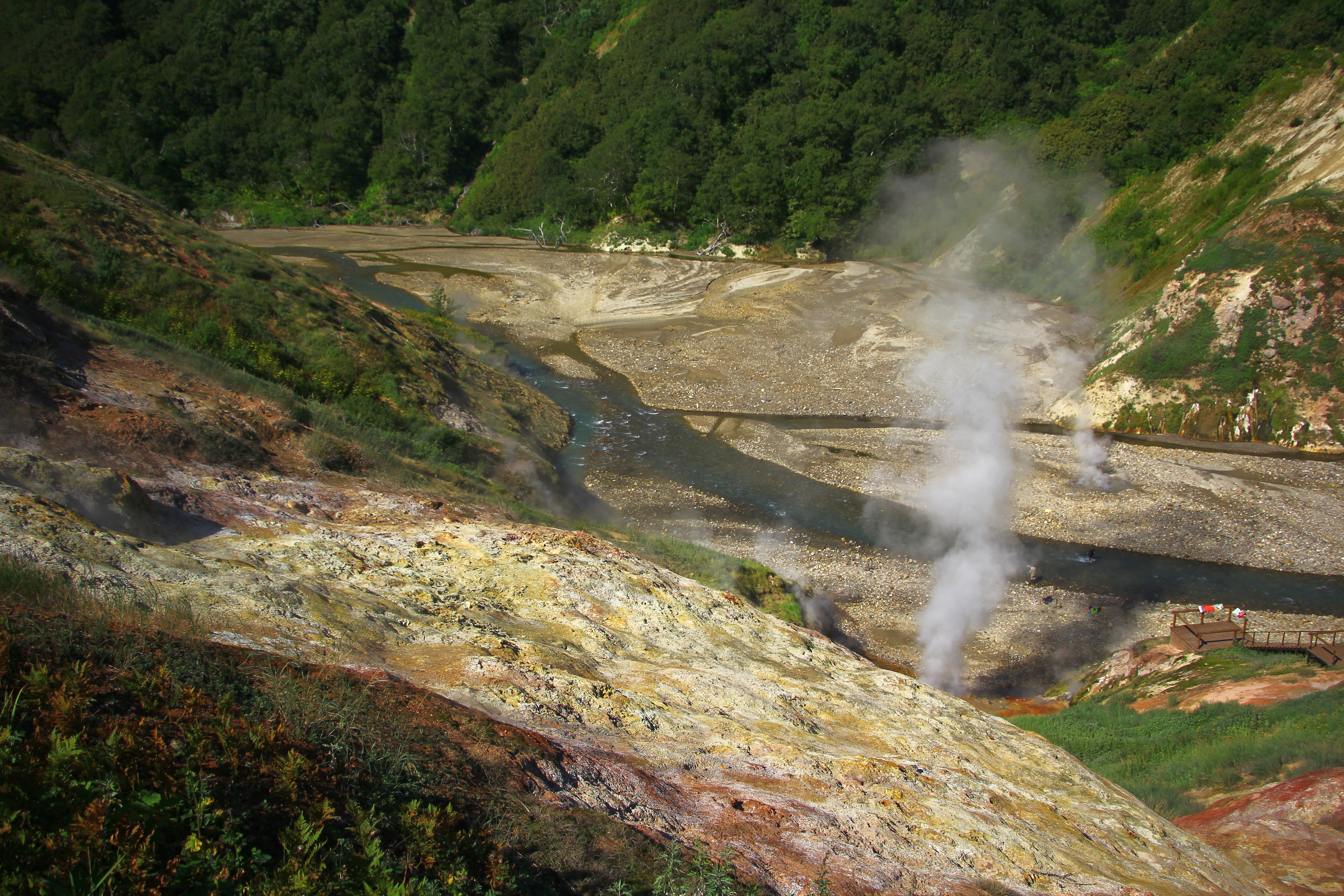
Великий Гейзер на березі Гейзерної

Гейзерна — річка на півострові Камчатка в Росії. Протікає територією Єлизовського району Камчатського краю. Довжина річки — 12 км.

## Опис
Річка Гейзерна є притокою річки Шумна. Витік знаходиться на схилах гори Пік (1545 м). Річка протікає територією з активною вулканічною діяльністю. Належить до району Узон-Гейзерної депресії. На берегах річки розташовані гейзери та гарячі джерела, тому вода в річці тепла (24-28 °C).
У 1960-ті рокиГейзерна починалася каньйоном глибиною до 200 м і далі текла у подвійній долині. Ширина верхньої долини до 3 км, круті схили, дно плоске, рослинність — високотрав'я і чагарники. Внутрішня долина врізана у зовнішню до 150 м глибини, схили її круті або терасовані, але скрізь оголені, теплі, крізь тріщини в річку стікають гарячі ключі. Ліва притока — струмок Водоспадний з двома водоспадами, один з яких — при впаданні в Гейзерну — 30 м заввишки.
Через швидкість течії водоплавні птахи на річці відсутні. У долині зимують снігові барани. Нижні частини поблизу теплих майданчиків швидше звільняються від снігу і навесні приваблюють ведмедів .

## Основні притоки
- праві[1] : Путеводний, Двоголовий, Лавовий, Ігрушка, Права Гейзерна
- ліві[1] : струмок Жовтого Яру, Тройной, Водоспадний, Горячий, Ступенчатий, Каскадний, Тьоплий Нижний, Закритий, Дальний, Подйом, Тьоплий, Горяча Річка, Тундровий, Мутний

## Історія відкриття
Тетяна Устинова, що у 1941 році відкрила Долину гейзерів, у 1946 році опублікувала дві статті про своє відкриття. У першій статті ліву притоку Шумної вона назвала Теплою річкою. Друга стаття була докладнішою і в ній вперше дано назву «річка Гейзерна».

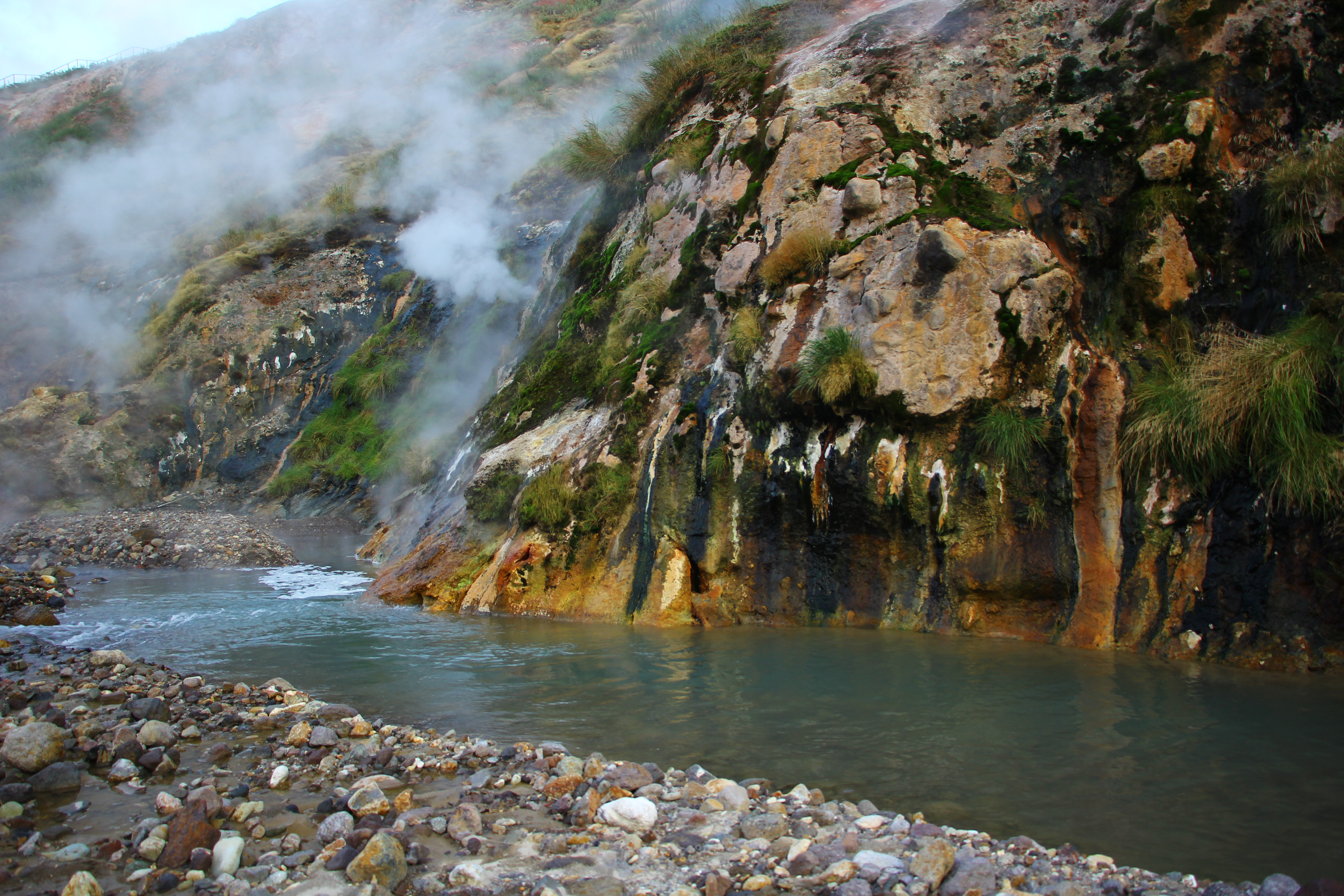
річка Гейзерна

## Природні катастрофи
4 жовтня 1981 року Долина Гейзерів опинилася під ударом тайфуну «Ельза», який спричинив сильні дощі. Внаслідок цього рівень води в річці Гейзерній піднявся на три метри, утворився грязьовий потік. Зникли багато джерел.
3 червня 2007 року відбулася ще одна велика геологічна катастрофа — зійшов гігантський зсув, що сформував селевий потік, який перекрив загатою річище Гейзерної. Загальний обсяг обвалених порід оцінюється приблизно 20 млн м3. Масив зсуву, досягнувши річки Гейзерна, сформував високу кам'яно-накидну дамбу заввишки близько 50-60 метрів, яка перекрила річку. Декілька днів наповнювалося озеро. Було затоплено багато гейзерів. 7 червня рівень озера досяг максимальної позначки та почався перелив води через греблю. Під час прориву греблі протягом кількох годин рівень озера впав на 9 метрів.

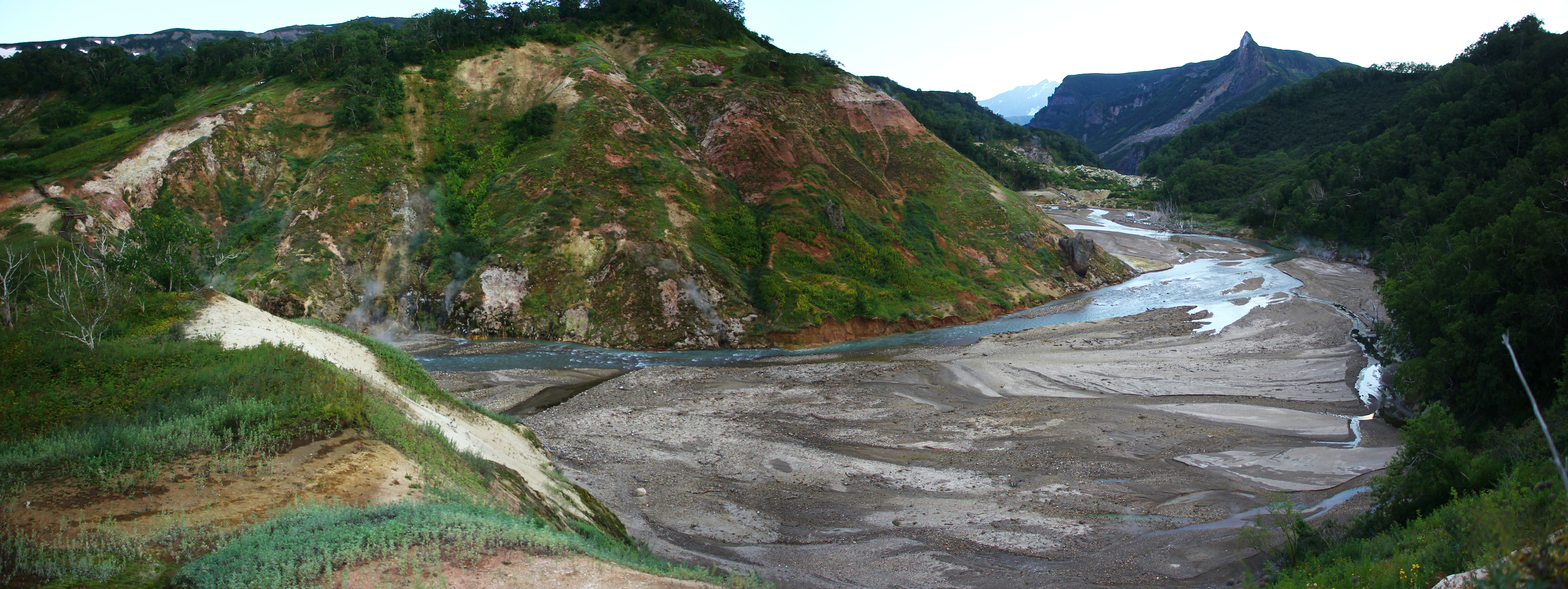
Тут було підпрудне озеро

Було припущення, що гейзери не запрацюють. Але зливи на початку осені 2013 року розмили підпруду озера, і вода почала поступати. 4 січня 2014 року обвал краю лавового потоку на Жовтій сопці сприяв утворенню великого зсуву, який остаточно прорвав греблю, яка стримувала воду і озеро зійшло. Деякі гейзери зникли назавжди, інші запрацювали знову і з'явилися нові. Поступово вітер, дощі та сонце руйнували нагромадження зсуву. Струмки пробили нові річища, вимили частину породи .

## Охоронний статус
Річка Гейзерна та її долина — об'єкт Кроноцького заповідника, об'єкт Всесвітньої культурної та природної спадщини ЮНЕСКО у складі об'єкта «Вулкани Камчатки» з 1996 року. Категорія ООПТ для Кроноцького заповідника згідно з класифікацією Міжнародної спілки охорони природи (МСОП, IUCN): «суворий природний резерват».

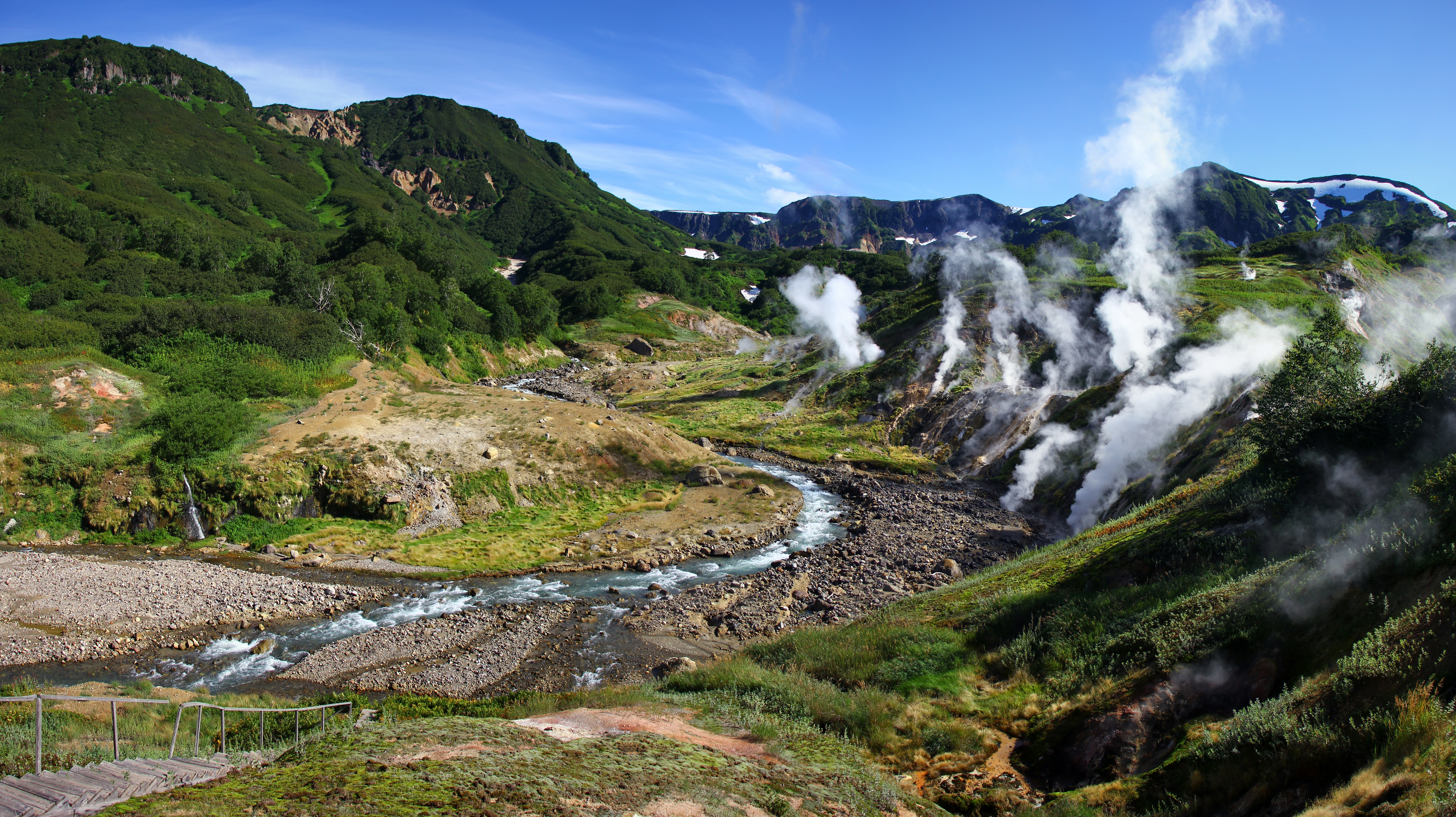
Долина гейзерів